# Paranthomyza caricis
Paranthomyza caricis is een vliegensoort uit de familie van de Anthomyzidae. De wetenschappelijke naam van de soort is voor het eerst geldig gepubliceerd in 1999 door Rohacek.